# Monnow Bridge
El Monnow Bridge (Pont Trefynwy en gal·lès) és un pont medieval que creua el riu Monnow a uns 500 metres per sobre de la seva confluència amb el riu Wye a Monmouth (Gal·les). És l'únic pont fortificat medieval que es conserva a Gran Bretanya amb la seva torre. Actualment només es pot creuar a peu, i està classificat com a Grau I a la llista d'edificis del Regne Unit.

## Segles XIII i XIV
El pont va ser completat a finals del segle xiii, tradicionalment s'ha considerat que el 1272, encara que per a aquesta data no hi ha proves que ho documentin. Així, amb el nou pont es va reemplaçar l'estructura de fusta que hi havia fins aleshores. El 1988 durant uns treballs preventius de possibles inundacions, es van trobar restes d'un pont de fusta directament sota l'actual, i una anàlisi dendrocronològica va indicar que la fusta prové d'arbres tallats entre 1123 i 1169. Algunes fonts suggereixen que el pont i la propera Església de Sant Tomàs el Màrtir van patir danys per un incendi durant la batalla de Monmouth de 1233, entre els partidaris d'Enric III d'Anglaterra i les forces de Richard Marshal, tercer Comte de Pembroke. L'actual pont de pedra es va construir amb tres arcs sobre pilars hexagonals. La porta fortificada, anomenada Monnow Gate, va ser afegida entre finals del segle xiii i principis del xiv, pocs anys després d'acabar el pont. El 1297, Eduard I d'Anglaterra va configurar un tribut a favor de la localitat de Monmouth en resposta a una petició del seu nebot Enric, tercer comte de Lancaster. Gràcies a aquests ingressos, els habitants de Monmouth van construir muralles i portes per a la seva defensa i protecció. Cap al 1315, aquest treball encara estava incomplet, o es necessitava una reparació, per la qual cosa es va renovar aquest tribut l'1 de juny de 1315. Per aquell temps, el pont havia de ser molt més estret que ara i les portes tenien un rastell. La lladronera va ser afegida en una data desconeguda durant l'edat mitjana, probablement cap a finals del segle xiv.
D'acord amb l'historiador local Keith Kissack, la porta fortificada era inefectiva en termes defensius, donat que el riu Monnow podia ser travessat fàcilment a peu una mica més al nord. Malgrat això, va servir per protegir els habitants anglo-normands de la població contra els atacs dels gal·lesos dels voltants.

## Reformes posteriors
Ni la vila de Monmouth ni el seu castell van ser atacats durant la rebel·lió d'Owain Glyndŵr a principis del segle xv, a diferència de les poblacions de la rodalia com Abergavenny o Grosmont, que van ser incendiades durant els atacs. Dos segles després, durant la Guerra Civil Anglesa, Monmouth va canviar de bàndols diverses vegades, i el 1645 el pont va ser l'escena d'una escaramussa entre els reialistes del castell de Raglan, partidaris de Carles I, i els parlamentaris sota la comandància del Coronel Kirle. Cap al 1705, es va reformar la fortificació del pont, amb noves muralles, amb una nova reforma entre 1771 i 1774.
El 1832 es va reconstruir la teulada de la fortificació, amb mènsules més profundes i un ràfec decoratiu a cada costat. També es va augmentar l'amplada del pont. Des de 1845 l'estructura gairebé no s'ha modificat, tret del manteniment i algunes reparacions. La seva propietat va ser transferida del Duc de Beaufort (propietari fins al 1830) al Consell del Comtat de Monmouthsire el 1900.

## Darrers anys

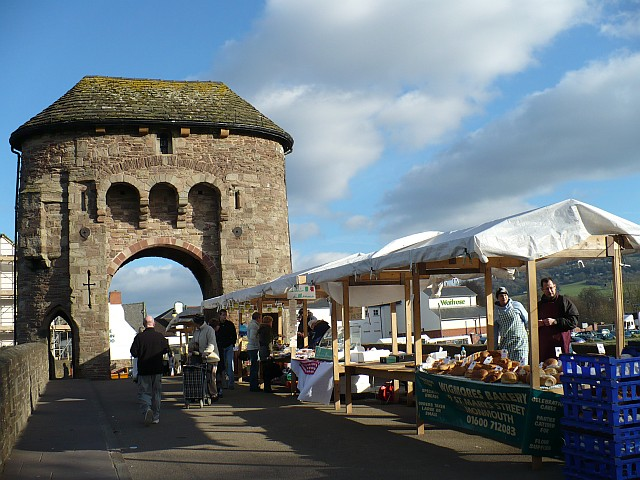
Mercat al Monnow Bridge, actualment només per a vianants.

Des del 1889 fins al 1902, es va realitzar un intens programa de conservació sobre el pont, que va començar per prevenir el possible esfondrament de la torre. El 1892 es varen iniciar els treballs sobre els arcs i els pilars del pont, descobrint-se que l'erosió del riu havia danyat seriosament els pilars. Aquest període de reparacions i conservació es va finalitzar amb el manteniment de l'exterior de la torre, afegint-se canalitzacions per l'aigua de la pluja, reemplaçant les pedres erosionades. L'abril del 1893, el pont va estrenar enllumenat públic, gràcies al consell municipal. A finals dels anys 1920, es va reemplaçar l'antic enllumenat per dos fanals elèctrics. Cap als anys 60 es renovà completament l'enllumenat, que es va tornar a reemplaçar el 1991.
Durant el segle xx, el creixement del tràfic per la carretera del pont, amb el consegüent augment d'accidents i congestió en un pont amb poca visibilitat i molt estret, va provocar moltes propostes per desviar la circulació de l'antic pont. L'estructura va ser reconeguda formalment com a monument el 1923, i les propostes per a un nou pont van començar a sorgir al mateix temps. La carretera A40, construïda als anys 1965 i 1966 va provocar un augment significatiu del trànsit, per la qual cosa es va proposar un nou pont el 1981. El 18 de maig de 1982 va tenir lloc un accident al pont quan un autobús de dos pisos intentava accedir a Monmouth, causant el tancament del pont per un mes mentre es reparaven els danys.
Finalment, el 15 de març de 2004 es va inaugurar un nou pont per sobre el riu Monnow, permetent que el vell només sigui emprat per vianants.